# Rachel Zoe

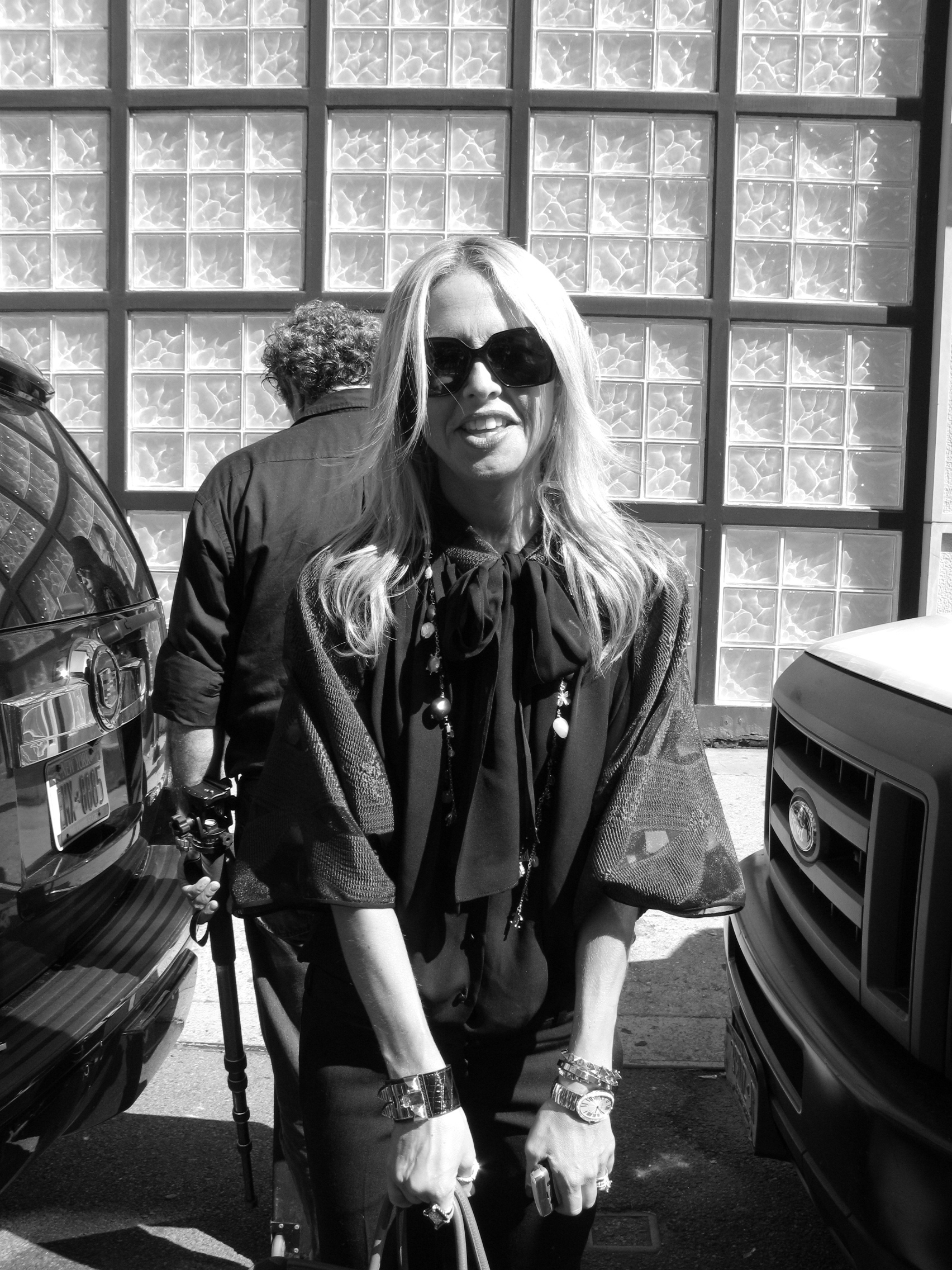
Rachel Zoe

Rachel Zoe Rosenzweig, más conocida como Rachel Zoe, es una de las estilistas más conocidas por tener entre sus clientas, a actrices muy conocidas en Hollywood.

## Primeros años
Nacida el 1 de septiembre de 1971, en la ciudad de Nueva York, hija de Leslie y Ron Rosenzweig, comerciantes de arte y no tiene formación alguna en moda y estilismo. Estudió psicología y sociología en la Universidad George Washington, elitista centro privado a solo unas manzanas de la Casa Blanca. Allí conoció a Rodger Berman, que poco más tarde sería inversor de banca y también su marido. Se casaron en 1996, cuando Rachel contaba 25 años, y lo hizo con un diseño de Isaac Mizrahi. Entonces la moda era para ella solo una afición para la que se sabía muy dotada y que había despertado en ella a los 13 años, cuando acompañó a su madre en un viaje a Roma. Hoy, sin embargo, Rachel aconseja a sus seguidoras que estudien moda: “Las cosas han cambiado mucho y es imposible dedicarse a esto sin estudios específicos”. Es una persona bastante adicta al trabajo, al principio durante 20 años más o menos de matrimonio, Rachel no quería ni se imaginaba tener un hijo, menos dos. Su marido, Rodjer, no estaba de acuerdo hasta que al final, con 40 años logró convencerla.

## Éxito como estilista
Empezó como estilista y consiguió mucha fama, ahora tiene una línea de moda y trabaja con su marido. Su mejor amigo y ayudante dejó a Rachel plantada con la intención de robarle la ayudante personal y crear su propia línea. Rachel lo superó y consiguió un ayudante aún mejor.

## Vida personal
Zoe conoció a su actual esposo Rodger Berman en 1991, cuando los dos iban a la universidad en Washington D. C. ellos se casaron en 1996, y tienen dos hijos, Skyler Morrison Berman (marzo de 2011) y otro hijo llamado Kaius Jagger Berman (diciembre de 2013).

## Créditos

### Televisión
- De moda con Rachel (2008): Presentadora
- Gossip Girl Capítulo 7 (War at the Roses) 4.ª temporada: Ella misma